# Zenkō Suzuki
Zenkō Suzuki (jap. 鈴木 善幸 Suzuki Zenkō; ur. 11 stycznia 1911 w Yamadzie, prefektura Iwate, zm. 19 lipca 2004 w Tokio) – polityk japoński, premier w latach 1980–1982.

## Życiorys
Ukończył studia w Instytucie Rybołówstwa przy Ministerstwie Rybołówstwa i Leśnictwa, działał w Ogólnojapońskim Stowarzyszeniu Rybaków i innych organizacjach zawodowych. W 1947 rozpoczął karierę polityczną, został po raz pierwszy wybrany do parlamentu. Do 1948 reprezentował Socjalistyczną Partię Japonii, następnie przeszedł do rządzącej Partii Liberalnej (później pod nazwą Partia Liberalno-Demokratyczna). Zasiadał w parlamencie w kolejnych kadencjach, wielokrotnie pełnił także funkcje ministerialne. W 1960 był ministrem poczty i telekomunikacji, 1965-1967 ministrem zdrowia i opieki społecznej, 1976–1977 ministrem rolnictwa i rybołówstwa. Zajmował także stanowisko szefa gabinetu premiera, a w partii był przewodniczącym Rady Wykonawczej (od 1973).
W czerwcu 1980 zmarł w trakcie kampanii wyborczej do parlamentu Masayoshi Ōhira, premier i przewodniczący Partii Liberalno-Demokratycznej. Na początku lipca 1980 jego następcą w roli szefa partii wybrano Zenkō Suzukiego, zaliczanego do zwolenników frakcji zmarłego. Wizerunek Ōhiry wykorzystano w końcówce kampanii, która ostatecznie przyniosła zdecydowane zwycięstwo PLD. 17 lipca 1980 Suzuki objął także stanowisko premiera.
Kierował rządem przez dwa lata; działał na rzecz rozwoju współpracy dyplomatycznej z USA. W polityce wewnętrznej jego pozycja nie była silna, PLD pozostawała w ciągłych sporach frakcyjnych. Następowały częste zmiany ministrów w gabinecie, wreszcie jesienią 1982 część czołowych działaczy partii zażądała ustąpienia Suzukiego. Po dwumiesięcznych próbach jego następcą na stanowiskach premiera i przewodniczącego PLD wybrano w listopadzie 1982 Yasuhiro Nakasone.

## Odznaczenia (lista niepełna)
- Cavaliere di Gran Croce Orderu Zasługi Republiki Włoskiej – 1982, Włochy[1]
- 19 lipca 2004, Wielka Wstęga Najwyższego Orderu Chryzantemy (jap. 大勲位菊花大綬章 Daikun’i Kikka Daiju-shō)